# TT360
La tombe thébaine TT 360 est située à Deir el-Médineh, dans la nécropole thébaine, sur la rive ouest du Nil, face à Louxor en Égypte.
C'est la sépulture de Qeh, chef de l'une des deux équipes d'artisans du village de Deir el-Médineh qui œuvrait durant les règnes de Ramsès II ou Mérenptah.

## Description
La tombe est intégrée dans un complexe funéraire familial qui englobe sur une vaste terrasse de vingt-huit mètres de long sur quatorze mètres de large les tombeaux d'Inerkhâou (TT359), de lui-même (TT360) et de son grand-père Houy (TT361).